# Chrysolina deubeli
Chrysolina deubeli es un coleóptero de la familia Chrysomelidae.
Fue descrita científicamente en 1897 por Ganglbauer.